# Ewige Flamme (Zoroastrismus)
Die vier Grundelemente des Lebens wie Feuer, Wasser, Luft und Erde, die als Symbole z. B. der Fruchtbarkeit zugeschrieben wurden, gehen auf die Lehre des Zoroaster zurück, als seine Anhänger diese verehrten, wobei sie dem Feuer (persisch آتش Atasch bzw. persisch آذر Aser) als Element und somit den Feuerstellen eine besondere Bedeutung beimaßen, wie es in einem Gedicht des zoroastrischen Dichters der persischen Sprache Daqiqi u. a. aus Baktra heißt.
Ewige Flamme im Zoroastrismus bedeuten auch jene Feuerstellen (persisch Ataschkada), um die die Anhänger des Zoroasters ihre rituellen Gebete zunächst im Geburtsort von Zarathustra – Baktra, heute Balch bzw. Baktrien – verrichteten. Deshalb wurden sie als „Feueranbeter“ bezeichnet. Da in diesen Gebieten Nordafghanistans Naturgas vorkommt, ist es naheliegend, dass ihre auf natürliche Weise gezündeten „ewigen“ Flammen von diesem Gas gespeist wurden und sie die Feuerstellen als ihre rituellen Feuerandachtstellen benutzt hatten und entsprechenden Stupas errichteten.
Ihre Feuertempel haben die Zoroastrier „Ataschkada“ (persisch آتشکده) genannt, verschiedene Formen des Feuers klassifizierten und benannten die Zoroastrier unterschiedlich.
Heute gibt es einige Spuren in Form von Ruinen, die insbesondere während der Zeiten der Achämeniden errichtet worden waren. Sie waren es, die die Gathas aus Baktra in ihren Keilschriften festhielten und den Zoroastrismus zu ihrer Staatsreligion im gesamten iranischen Hochland bzw. Ariana machten. Diese Lehre wird auch als Parsismus bezeichnet. Die sieben berühmten antiken Feuertempel im alten iranischen Hochland lauten:
- Aser Mehr (statt Aser auch „Atasch“).
- Aser Bahram
- Aser Nusch
- Aser Bahrin
- Aser Aien
- Aser Chorin
- Aser Zurduscht

Der in Gäncä, heute (Aserbaidschan), geborene persische Dichter Nezami schreibt über die antiken Feuerstellen in seinem Meisterwerk (persisch هفت پيكر) Haft Peykar (sieben Bildnisse oder sieben Schönheiten).
In der Dynastie der Sassaniden war die Lehre Zoroasters Staatsreligion und bei griechisch-baktrischen Dynastien wurde der Zoroastrismus geduldet. Die Kuschana waren überwiegend buddhistisch (Buddha-Statuen von Bamiyan).
In verschiedenen Ruinen sind derartigen Feuerstellen aus jenen Zeiten ausgegraben worden, die auf die Ewigen Flammen hinweisen, z. B. die 12 m hohe Ruine in Naqsch-e Rostam. Heute gibt es eine große Gemeinde des Parsismus in Indien. Auch in Indien hat Feuer eine reinigende Funktion. Während des Holifestes bewerfen sich die Inder gegenseitig mit roter Farbe als Symbol der Katharsis, der kultischen Reinigung.
In dem indischen Dorf Udvada gibt es eine Ewige Flamme, die seit dem 12. Jahrhundert brennt und den Anhängern des Zoroaster dient, die vermutlich nach den grundlegenden Veränderungen in Chorasan und den Eroberungszügen der verschiedenen Mächte zufolge ihre Heimat verlassen mussten und in Indien Schutz suchten.